# Blutdruckmessung

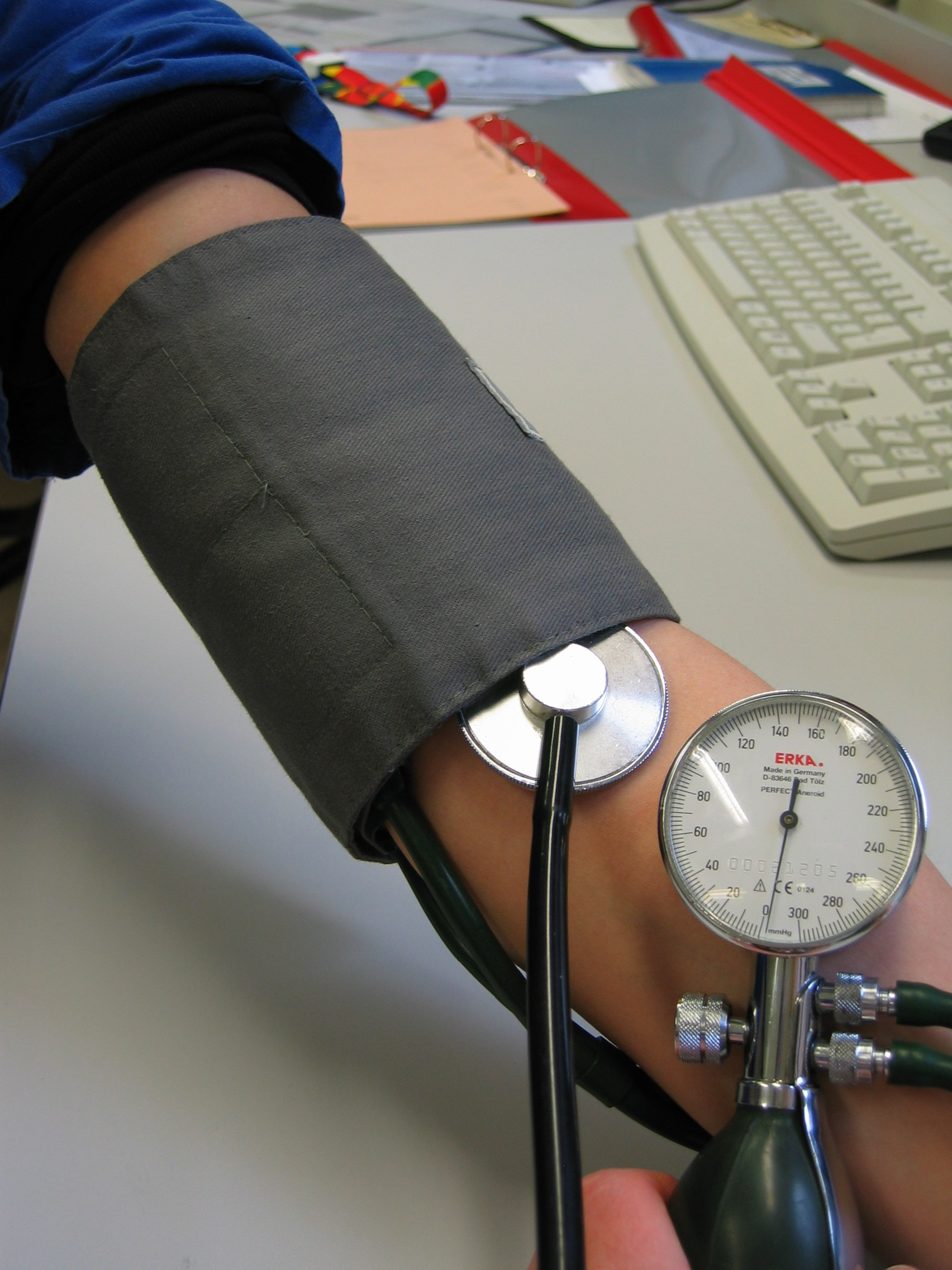
Auskultatorische Blutdruckmessung

Bei der Blutdruckmessung ermittelt man mit Hilfe eines technischen Verfahrens den Druck in einem Blutgefäß. Man unterscheidet die Messung des arteriellen Drucks, des venösen Drucks (z. B. des zentralen Venendrucks) sowie die Messung in der Lungenschlagader (pulmonalarterieller Druck) und im Lungenkapillargebiet (pulmonalkapillärer Druck). Während die meisten Messungen spezielle Untersuchungsverfahren benötigen, spielt die Messung des arteriellen Druckes eine wichtige Rolle im medizinischen Alltag, da diese leicht durchführbar ist.

## Messung des Gefäßdrucks
Man unterscheidet die direkte (invasive, blutige) Druckmessung mittels eines Druckfühlers in einem Blutgefäß von der indirekten (nichtinvasiven, unblutigen) Messung nach Riva-Rocci, die mit Hilfe einer Druck-Manschette an einer Extremität durchgeführt wird. Eine direkte (invasive) Messung kann einen kontinuierlichen Druckverlauf liefern; eine nicht-invasive Messung liefert nur bestimmte, für den Blutdruck charakteristische Messwerte.

### Invasive Druckmessung

Eine Blutdruckkurve der herznahen Gefäße mit Maximum (systolischer Blutdruck) und Minimum (diastolischer Blutdruck), Ordinate in mmHg angegeben

Bei der direkten, invasiven Blutdruckmessung wird ein Gefäß, meist eine periphere Arterie wie die Arteria radialis oder die Arteria femoralis, punktiert und ein Katheter eingebracht. Dieser wird mit einem Drucksensor verbunden, über welchen sich die arterielle Blutdruckkurve auf einem Monitor darstellen lässt. Weitere Kanülierungsmöglichkeiten sind die Punktion von Ellenarterie, Oberarmarterie oder Fußrückenarterie. Die Messung ist genau und bietet den Vorteil einer kontinuierlichen Überwachung. Zusätzlich bestimmt das Gerät beim arteriellen Druck die Herzfrequenz und den mittleren arteriellen Druck (MAP). Da die Methode invasiv ist, was mit dem Risiko von Blutungen, Infektionen und Nervenverletzungen einhergeht, wird sie vor allem von Anästhesisten zur Überwachung während einer Operation und auf Intensivstationen eingesetzt. Indikationen für die invasive arterielle Druckmessung sind kardiopulmonal kritisch kranke Patienten und große chirurgische Eingriffe an Herz, Gefäßsystem, Brustkorb, Leber oder Gehirn.
Auch im venösen System kann der venöse Druck mittels invasiver Messung bestimmt werden. So können auf diese Art der zentralvenöse Druck (ZVD, in der oberen Hohlvene) und im Rahmen einer letztlich analog ablaufenden Rechtsherzkatheteruntersuchung der pulmonalarterielle (in der Lungenarterie) Druck und andere Drücke im Bereich des rechten Herzens gemessen werden.

### Nicht-invasive Druckmessung

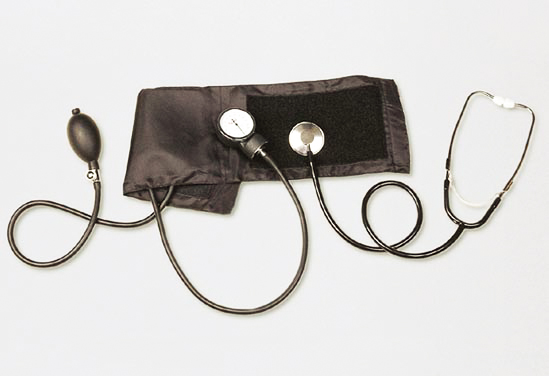
Mechanisches Sphygmomanometer und Stethoskop.

Bei der indirekten arteriellen Druckmessung wird der arterielle Druck mit Hilfe eines Blutdruckmessgerätes an einer Extremität gemessen, bevorzugt am linken Arm. Während diese Art der Messung weniger genau ist als die invasive, machen die leichte, schnelle, risikoarme und kostengünstige Durchführung sie meistens zum Mittel der Wahl. Diese Methode gilt als Goldstandard für die Erkennung und Beurteilung des Schweregrades einer arteriellen Hypertonie.
Folgende Messverfahren sind gebräuchlich (siehe auch Blutdruckmessgerät):
Die manuelle Messung kann auskultatorisch, palpatorisch und oszillometrisch durchgeführt werden. Die Werte der einzelnen Methoden weichen leicht voneinander ab.
Es gibt auch automatische Geräte für Einzel- und für Langzeitblutdruckmessung (Ambulantes Blutdruckmonitoring ABDM). Bei der Langzeitmessung trägt der Patient in der Regel 24 Stunden lang eine Oberarm-Manschette und ein Gerät, das die Manschette in festgelegten Intervallen automatisch aufpumpt und die Mess-Ergebnisse aufzeichnet.
Wichtig ist, dass die Manschette während des gesamten Vorgangs auf Herzhöhe gehalten wird; dies ist insbesondere bei Handgelenkgeräten zu beachten.

#### Auskultatorische Messung

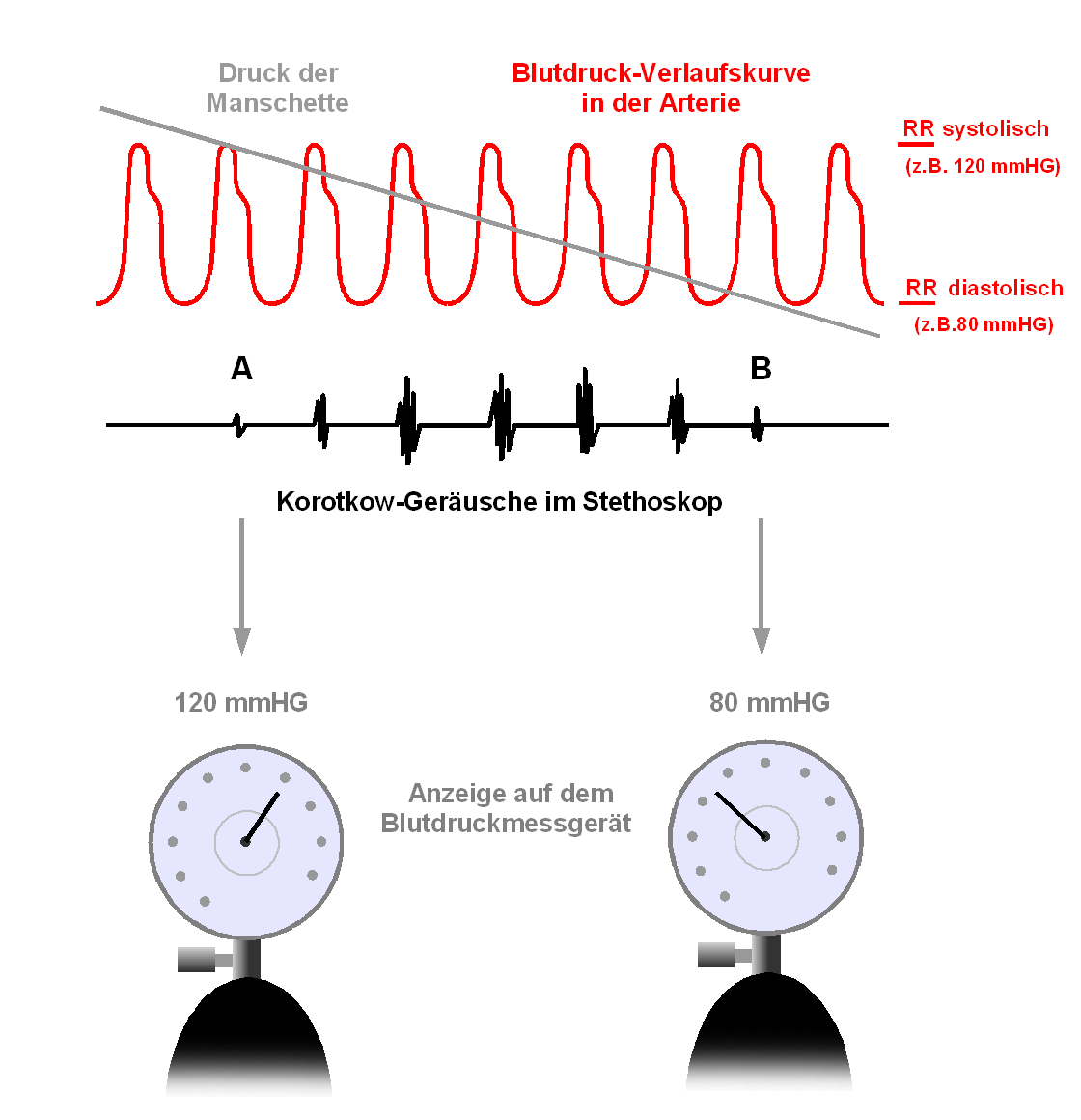
Prinzip der auskultatorischen Blutdruckmessung anhand der Korotkow-Geräusche

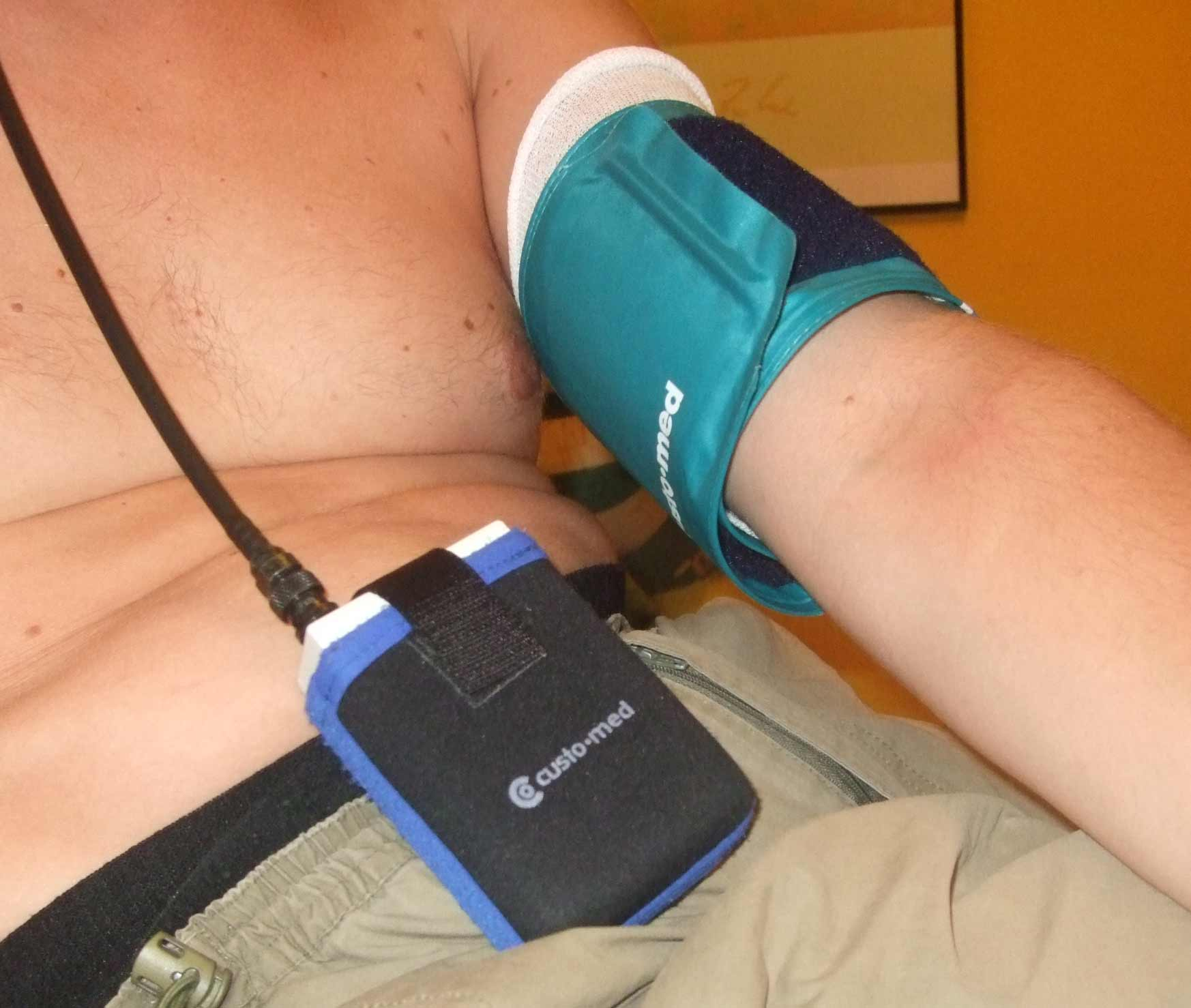
Langzeit-Blutdruckmessung am Oberarm unter Verwendung eines digitalen Messgerätes mit Klett-Manschette

Hier, bei der traditionellen Messung (häufig mit RR (nach Riva-Rocci), seltener „NIBP“, non-invasive blood pressure, abgekürzt), wird eine Druckmanschette geeigneter Länge und Breite am Oberarm bis oberhalb des erwarteten arteriellen Druckes aufgeblasen. Beim langsamen Ablassen kann man das Auftreten und danach das Wieder-Verschwinden eines Korotkow-Geräusches mit Hilfe eines Stethoskops über der Arterie des Armes hören (auskultieren). Der Druck, der bei erstmaliger akustischer Wahrnehmbarkeit des Geräusches auf der Skala des Messgerätes abgelesen werden kann, heißt systolischer (oberer) arterieller Druck. Der Druck wird mit geeigneter Geschwindigkeit weiter abgelassen. Unterschreitet der Manschettendruck den minimalen arteriellen Druckwert, verschwindet das Geräusch. Dieser Wert heißt diastolischer (unterer) Druck.
Angenommen wird dabei, dass der Blutdruck zu den beiden Zeitpunkten ähnlich groß ist wie der Luftdruck in der Manschette.

#### Oszillometrische Messung

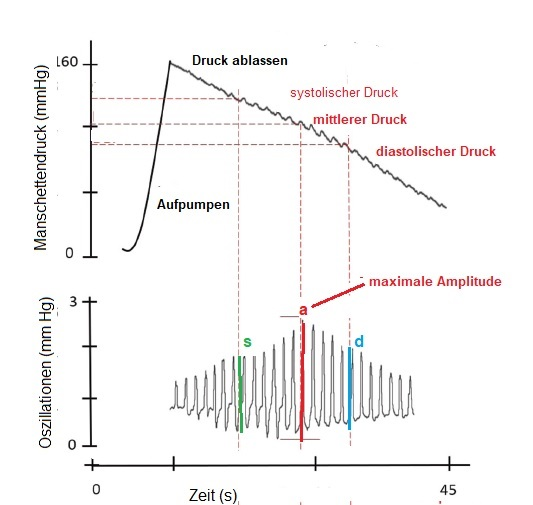
Die oszillographischen Amplituden mit zugehörigen Blutdruck-Werten werden während des Druckablassens gespeichert. Der Hersteller benutzt empirisch ermittelte Relativwerte zum Maximalwert (zur Veranschaulichung 0,65 für den syst. RR und 0,8 für den diast. RR) Dann werden mittels eines Algorithmus die Amplituden vor Erreichen des Höchstwertes zum Maximalwert in Relation gesetzt s/a = 0,65 um so auf den systolischen Wert zu schließen, Das Gleiche gilt für den diastolischen Wert d/a = 0,8. Nach vollständigem Druckablassen können dann die Druckwerte zurück ermittelt und angezeigt werden.

Bei automatischen Geräten muss i. d. R. die Manschette genau wie bei der konventionellen Methode am Oberarm (oder Handgelenk) angelegt werden und soweit automatisch aufgeblasen werden, bis die Armarterie ganz komprimiert wird. Dieser suprasystolische Druck liegt i. d. R. 20–40 mmHg oberhalb des systolischen Wertes. Über ein Ventil wird der Druck dann langsam dosiert abgelassen. Die Herzaktionen erzeugen volumetrische Schwankungen in der Armarterie, welche in Druckschwankungen (Oszillationen) in der aufgeblasenen Manschette transformiert werden. Diese werden über das Schlauchsystem in das Gehäuse geleitet und von einem elektronischen Drucksensor erfasst. Die Oszillationen werden über Filter abgetrennt und ihnen wird digital eine Hüllkurve verpasst und mit dem aktuellen Manschettendruck in Relation gesetzt. Ein Algorithmus (der i. d. R. ein Geschäftsgeheimnis des Herstellers ist und sich auf mittlere Parameter der Nutzerpopulation bezieht) schätzt nun systolischen und diastolischen Blutdruck. Bei mehreren tausend Herstellern weltweit gibt es ebenso viele Algorithmen. Ein Beispiel mit fiktiven Relationen siehe Abbildung. Es ist bekannt, dass oszillometrische Verfahren den aortalen systolischen Druck unterschätzen, sogar noch etwas mehr als beim Quecksilber-Sphygmomanometer. Ebenso wird der diastolische Druck überschätzt. Dennoch haben solche Geräte in der klinischen Praxis wie auch im Heimanwendung Einzug gehalten und werden in großen Blutdruck-Studien meist eingesetzt. Die Methode wird auch bei der Langzeit-Blutdruckmessung verwendet, indem sich die Manschette automatisch repetitiv aufpumpt, was allerdings den Nachtschlaf beeinträchtigen kann (siehe Abbildung rechts).

#### Palpatorische Messung
Bei der palpatorischen Messung wird eine Druckmanschette am Oberarm angelegt. Beim Ablassen des Druckes wird der Puls an der Arteria radialis getastet. Der Druck, der beim erstmals getasteten Puls auf der Skala des Messgerätes abgelesen werden kann, entspricht ungefähr dem oberen, systolischen arteriellen Druckwert. Der diastolische Wert kann auf diese Weise nicht ermittelt werden. Das Verfahren bietet sich für z. B. laute Umgebungen, insbesondere im Rettungsdienst, an. Noch ungenauer ist die palpatorische Messung ohne Druckmanschette, bei der mit zwei Fingern die Speichenarterie getastet wird, mit dem herznäheren Fingern das Blutgefäß soweit komprimiert wird, bis mit dem herzferneren Finger kein Puls mehr zu spüren ist. Die dabei vom herznäheren Finger ausgeübte Kraft ist ein ungefährer Anhaltspunkt für den Blutdruck.

## Maßeinheit und Messgenauigkeit
Die übliche Einheit Millimeter-Quecksilbersäule (abgekürzt mmHg, synonym mit Torr, 1 Torr ≈ 133,322 Pascal) ist in der Europäischen Union und in der Schweiz (dort ohne Bindestrich geschrieben) gesetzlich geregelt.
Die Grenzabweichung (maximal zulässige Messabweichung) beim Messen an Oberarm oder Handgelenk sollte bei den automatischen Geräten jeweils angegeben sein (±3 mmHg lt. MPG). Bei indirekten Messungen mit dem Ohr liegt sie ungefähr bei ±5 mmHg, ist allerdings von der Einhaltung einiger Regeln abhängig, die von nationalen oder internationalen Fachgesellschaften vereinbart wurden (Ablassgeschwindigkeit, Zeitpunkt der Messung). Werden diese Regeln nicht beachtet, käme es aber schnell zu Abweichungen im Bereich über ±10 mmHg. Die Messabweichung der Einzelmessung liegt damit aber meistens in einem Bereich, der therapeutisch keine sofortige Konsequenz hat.

## Methodik und Fehlerquellen

### Methodik
Die Messung sollte nach fünfminütiger Ruhe in einem stillen Raum und möglichst im Sitzen erfolgen. Die Druckmanschette muss korrekt gewählt sein. Bei Patienten, die Medikamente einnehmen, sollte vermerkt werden, wann die Messung bezogen auf die Medikamenteneinnahme durchgeführt wurde. Bei Differenzen zwischen beiden Armen sollte in der Folge die Messung am Arm mit dem höheren arteriellen Druck erfolgen. Zur Beurteilung der arteriellen Druckhöhe sollte der Mittelwert aus mehreren aufeinander folgenden Messungen genommen werden, bei diagnostischen Fragestellungen bei jedem Arztbesuch.

### Fehler beim Messen
Üblich ist bei der Blutdruckmessung oft eine Einzelmessung als Messergebnis zu verwenden. Die European Society of Hypertension empfiehlt aber 3 Messungen (2, wenn die Werte normal sind) mit einem Abstand von etwa einer Minute zwischen den Messungen. Als Messergebnis ist der Mittelwert der beiden letzten Messwerte zu bilden. Des Weiteren ist zu beachten, dass Messreihen am Menschen einen Gang (Tendens) haben können (Folgemesswert niedriger oder höher als vorheriger Messwert), der, wenn er nicht erkannt wird, zu einem falschen Messergebnis führt. Eine Besonderheit bei der Blutdruckmessung ist unter anderem, dass nach der ersten Messung der Wert der zweiten Messung oft niedriger ist.

### Fehlerquellen
Mögliche Fehlerquellen sind zum Beispiel nicht richtig (in Thoraxmitte bzw. Herzhöhe) kalibrierte oder unpassende Geräte. Bei der indirekten arteriellen Druckmessung ist insbesondere die Breite der Manschette von Bedeutung, zu schmale Manschetten messen zu hohe Werte und umgekehrt.
Weitere Fehler sind durch die messenden Personen bedingt: der diastolische Wert wird aufgrund eines manchmal zu beobachtenden Phänomens, der „auskultatorischen Lücke“, fälschlich zu hoch angenommen (in diesem Fall verschwinden die Geräuschphänomene in einem mittleren Druckbereich vorübergehend), die Anzahl der Messungen ist zu gering, eine Kontrolle am anderen Arm wird nicht durchgeführt, die Druckablassgeschwindigkeit ist zu hoch (über 3 mmHg/s), die Ergebnisse werden fehlerhaft notiert. Bei der ersten Messung sollte der systolische arterielle Druck beim Aufpumpen deshalb zusätzlich palpatorisch ermittelt werden und die Manschette 30 mm Hg über diesem Druck aufgepumpt werden.
Eine Fehlerquelle für die Interpretation der Messergebnisse liegt in der Situation, in der die Messung durchgeführt wird. In belastenden und ungewohnten Situationen wird der arterielle Druck zwar richtig gemessen werden, aber nicht dem sonstigen Niveau entsprechen. Dies kann z. B. bei einem Arztbesuch der Fall sein (Weißkittelhypertonie).
Folgende Einflussfaktoren werden in Der Hausarzt 15/09, S. 54 f genannt:
| Einflussfaktor               | Effekt auf den systolischen Wert in mmHg | Effekt auf den diastolischen Wert in mmHg |
| ---------------------------- | ---------------------------------------- | ----------------------------------------- |
| Stuhl- oder Harndrang        | bis zu +27                               | bis zu +22                                |
| Weißkitteleffekt             | bis zu +22                               | bis zu +14                                |
| Sprechen                     | +17                                      | +13                                       |
| Rauchen                      | +10                                      | +8                                        |
| Kaffee trinken               | +10                                      | +7                                        |
| Akute Kälte (Zugluft)        | +11                                      | +8                                        |
| Fehlende Rückenunterstützung | +8                                       | +6 … +10                                  |
| Manschette zu schmal         | −8                                       | +8                                        |
| Beine überkreuzt             | variabel                                 |                                           |
| Emotionale Belastung         | variabel                                 |                                           |

## Blutdruckmessung in der Veterinärmedizin
Auch in der Veterinärmedizin wird (abgesehen von Notfällen) der Blutdruck indirekt mittels Messgerät ermittelt. Die Manschette wird beispielsweise bei Hund oder Katze an Vorderpfote oder Schwanz angelegt. Anzeichen für zu hohen Blutdruck können erhöhter Wasserbedarf, stumpfes Haarkleid, vergrößerte Pupillen oder reduzierte Aktivität sein. Bei Katzen liegt der Blutdruck im Normbereich von etwa 124/84 mmHg, bei Hunden bei 133/75 mmHg, jedoch hat jede Hunderasse ihren spezifischen Normwert. Auch bei Tieren kann eine Stresssituation beim Tierarzt bei den gemessenen Werten den Eindruck einer Hypertonie vermitteln. Es wird empfohlen, den Blutdruck vorbeugend mindestens einmal im Jahr zu messen, bei kranken Tieren entsprechend häufiger.

## Geschichte
Um 1713 wurde erstmals durch Stephen Hales (1677–1761) die invasive, blutige Messung im Veterinärbereich vorgenommen.
Carl Ludwig beschrieb 1861 in der zweiten Auflage seines Lehrbuches der Physiologie des Menschen den arteriellen Blutdruck. Den venösen Blutdruck bezeichnete er als „Spannung in den Venen“. Ausführlich erklärte und illustrierte er die blutige und unblutige Blutdruckmessung. Er verwendete die Bezeichnungen Blutdruck, Normaldruck, Mitteldruck, Stromspannung, Triebkräfte für den Blutstrom und Stoßkraft des Herzens. Zur Blutdruckmessung verwendete er ein Manometer und einen Sphygmographen und benutze die Einheit mmHg. Auf Seite 154 findet sich neben der Figur 45 eine ausführliche Erklärung des Sphygmographen von Karl von Vierordt aus dem Jahre 1855.

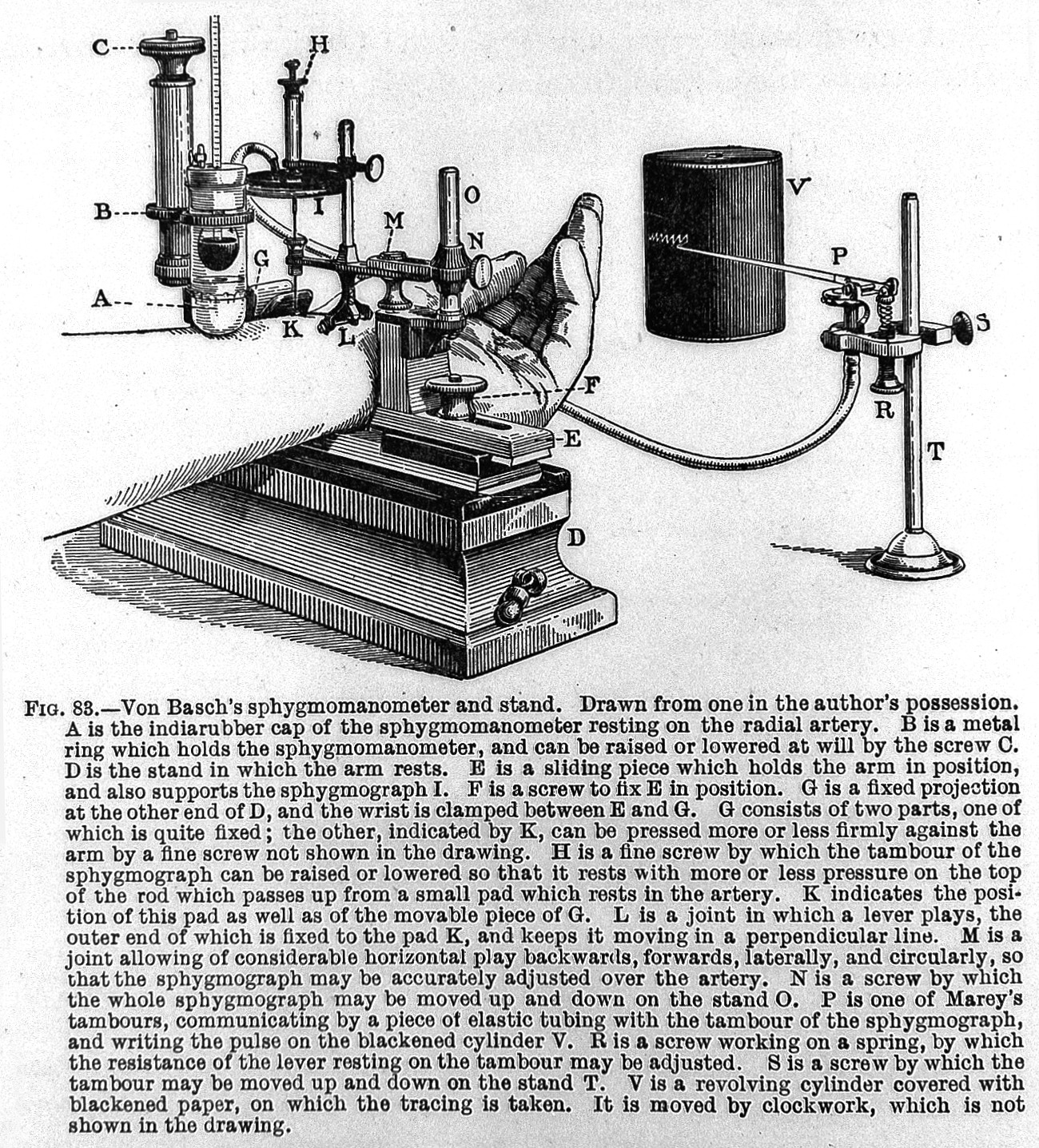
Blutdruckmessgerät (Sphygmomanometer) von Basch, 1881

Ein frühes Gerät der indirekten arteriellen Druckmessung war z. B. der Sphygmograph des deutschen Physiologen Karl von Vierordt (1818–1884). Das erste Sphygmomanometer wurde von dem österreichischen Pathologen Samuel Siegfried Karl Ritter von Basch (1837–1905) erfunden, dem Hausarzt von Maximilian I.

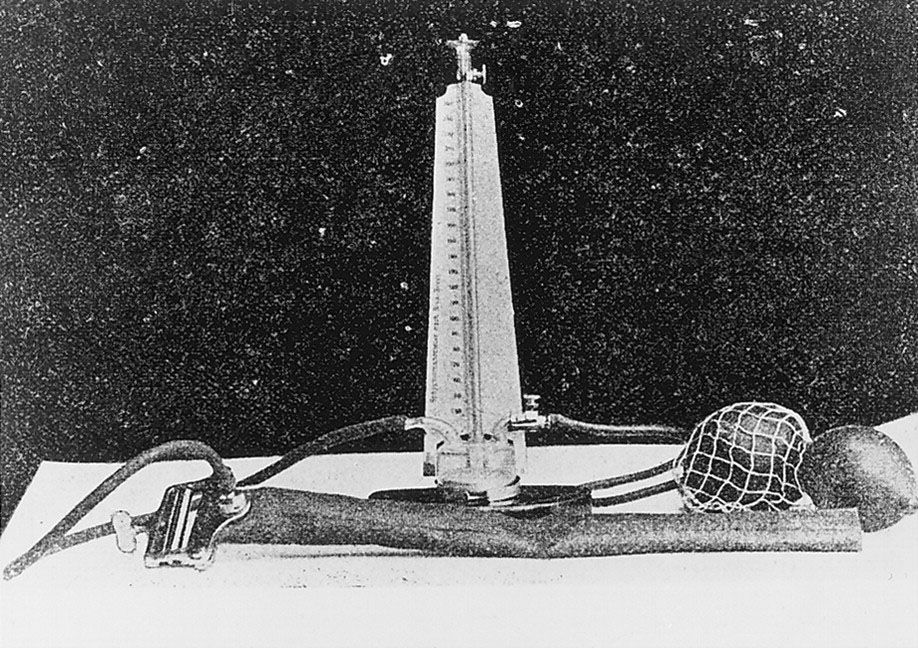
Blutdruckmessgerät, das Nikolai Sergejewitsch Korotkow entwarf

Einen ersten Versuch zur Blutdruckmessung in der Klinik machte Frederick Mahomed (1849–1884) mit einem selbstkonstruierten Sphygmographen bei Untersuchungen zur Früherkennung bestimmter, mit Proteinurie einhergehender Nierenerkrankungen anhand der Arterienspannung, und publizierte 1874 darüber. Eine einfache Methode zur Messung des peripheren Blutdrucks durch ein Sphygmomanometer mittels Quecksilber wurde vom italienischen Arzt Scipione Riva-Rocci erfunden und 1896 veröffentlicht. Deshalb werden die nach diesem weite Verbreitung gefundenen Prinzip gemessenen arteriellen Druckwerte häufig mit „RR“ gekennzeichnet.
1901 entdeckte Harvey Cushing diese Methode auf einer Italienreise, verbesserte sie für die klinische Anwendung und popularisierte sie.
Um 1905 wurde von dem russischen Militärarzt Nikolai Sergejewitsch Korotkow durch Einsatz des Stethoskops zwecks Hörens der später nach ihm benannten Korotkow-Geräusche die Methode um die Messung des diastolischen Drucks erweitert.
Heinrich von Recklinghausen verwendete eine breite Manschette, die erst die tatsächlichen arteriellen Drücke messen konnte, im Gegensatz zur dünnen Gummimanschette von Riva-Rocci (s. die Messungen von Müller und Blauel von 1907 mit einem Unterschied von 40 %). Erst durch seine Verwendung eines Feder- oder Kapselmanometers konnte auch oszillometrisch gemessen werden.